# Отель Наполеон
Отель «Наполеон» расположен в непосредственной близости от Триумфальной арки, на Авеню Фридланд, д. 40, в 8 административном округе Парижа.

## История
В 1923 году группа «Мартинес» заказала одному из крупнейших архитекторов своего времени, Анри Порто (Henri Porteau) выстроить на месте старого отеля роскошную частную резиденцию для графа Толстого. В дальнейшем здание было приобретено семейством Ротшильдов. В 1928 году здесь состоялось открытие бутик-отеля «Наполеон Бонапарт», ставшего излюбленным местом встреч литературной публики. В 1929 году бутик-отель (hôtel de charme) стал люкс-отелем (hôtel de luxe) и достиг уровня petit palace. Совершенно естественно было его название «Наполеон Париж» (Napoléon Paris), поскольку он располагается в непосредственной близости от наполеоновской Триумфальной арки.

### Приём американских солдат после освобождения Парижа
В книге, содержащей воспоминания ветеранов армии США, — «Куриный суп для души ветерана», Жан П. Броуди рассказывает, что в 1945 году, когда война завершилась, её муж Женэ останавливался в «Наполеоне» и у него остались теплые воспоминания о швейцаре отеля Жане Фратони, особенно дружески относившемся к американским солдатам. Жан Броуди рассказывает, что 40 лет спустя, когда её муж вновь приехал в Париж, он был весьма удивлен, встретив того же самого швейцара, который узнал его и спросил: «Вы были тут, когда закончилась война, не так ли?». Фратони был исключительно мил к глубоко тронутым его отношением супругам Броуди.

## Знаменитости в отеле «Наполеон»
С момента своего открытия «Наполеон» принял бессчетное количество знаменитостей. Среди них были Эрнест Хемингуэй, Джон Стейнбек, Сальвадор Дали, Эррол Флинн, Орсон Уэллс, Майлс Дэвис, Жозефина Бейкер, Элла Фицджеральд,… которые, наряду со многими другими, расписались в Золотой Книге.

### Первый приезд Марио Варгаса Льосы в Париж
Лауреат Нобелевской премии по литературе Марио Варгас Льоса вспоминает свой первый, «экстраординарный» визит в Париж, выигранный им в качестве премии на литературном конкурсе, который был организован журналом «La Nouvelle Revue française»: «В отеле „Наполеон“ мне дали номер с балкончиком, откуда открывался вид на Триумфальную арку. Рядом со мной проживала тоже победительница конкурса, но конкурса красоты, её наполеоновское житье входило в премию . Мисс Франс 1958.»

## Декор
«Наполеон Париж» — единственный отель, полностью декорированный наполеоновским искусством и меблированный в Стиле Директории. Отель сочетает традицию и современность, не исключая и вполне определенного персонального характера.

## Русско-французская волшебная сказка
Стены отеля «Наполеон Париж» источают романтику. Несомненно, самая прекрасная история связана с богатым русским предпринимателем Александром Павловичем Клягиным и молодой парижанкой, студенткой, изучавшей литературу (впоследствии ставшей баронессой де Бобиньи). Они влюбились друг в друга с первого взгляда. В доказательство своей любви Клягин преподнес возлюбленной Наполеон Париж, чтобы она могла принимать в отеле высшее общество. Парижская студентка вышла замуж за богатого коммерсанта. Счастливое семейство проживало в отеле долгие годы. Сказка, полная страсти. Наполеон Париж до сих пор принадлежит семье Клягиных.

## Ресторан и бар
Бивуак (Le Bivouac)

## Кино
Отель был увековечен в фильме «Король фальшивомонетчиков» («Простак упрямится», 1961, Le Cave se rebiffe), персонаж которого Фернан Марешаль, более известный как le Dabe, в исполнении Жана Габена, объясняет, что он остановился в отеле «Наполеон», «как всегда»..